# NGC 7730
NGC 7730 este o emission-line galaxy⁠(d) situată în constelația Vărsătorul. A fost descoperită în 1876 de către Ernst Wilhelm Tempel.